# Steuerberatung
Steuerberatung ist die geschäftsmäßige Hilfeleistung in steuerrechtlichen Angelegenheiten. Die Steuerberatung ist ein Teil der Rechtsberatung; die damit verbundenen Berufsaufgaben dienen der Steuerrechtspflege, einem wichtigen Gemeinschaftsgut.
Die Zulässigkeit der Steuerberatung ist in Deutschland im Steuerberatungsgesetz (StBerG) geregelt.
§ 1 StBerG legt den Bereich der steuerrechtlichen Angelegenheiten fest.
Nach § 3 StBerG ist die unbeschränkte geschäftsmäßige Hilfeleistung in Steuersachen nur Steuerberatern, Steuerbevollmächtigten, Rechtsanwälten, Wirtschaftsprüfern und vereidigten Buchprüfern gestattet. In der Zulassung der Kammerrechtsbeistände und Prozessagenten kann die Befugnis zur geschäftsmäßigen Hilfeleistung in Steuersachen enthalten sein. Die Beratung kann auch von Gesellschaften erbracht werden, die von diesen Berufsangehörigen gebildet werden.
Für Arbeitnehmer gibt es alternativ zum Steuerberater auch die Lohnsteuerhilfevereine, die im Rahmen einer Mitgliedschaft Hilfe in Steuersachen leisten dürfen. Geregelt ist dies in § 4 Nr. 11 des StBerG. Die Beratung erfolgt ohne Gebühren, dafür müssen aber Mitgliedsbeiträge entrichtet werden.
Mitglieder der Vereinten Dienstleistungsgewerkschaft hingegen können kostenlos vom Lohnsteuerservice ihrer Gewerkschaft die Steuererklärung erstellen lassen.
Die Regelungen durch das Steuerberatungsgesetz stellen eine staatliche Beschränkung der Berufsfreiheit dar (Art. 12 Abs. 1 Grundgesetz), ähnlich wie der Meisterzwang im Handwerk. Diese Einschränkung der Berufsfreiheit begründet der Gesetzgeber mit dem Schutz eines wichtigen Gemeinschaftsgutes, und zwar der Sicherung des Steueraufkommens. Die Notwendigkeit eines solchen staatlichen Eingriffs wird innerhalb Europas unterschiedlich beurteilt und bietet gelegentlich Diskussionsstoff bei der Gesetzgebung, die durch die Steuerberaterkammern auf der einen und durch die Berufsverbände der Buchhalter auf der anderen Seite fokussiert wird.